# Żerdziny (Pietrowice Wielkie)
Żerdziny (deutsch Schardzin, 1936–1945 Hohenau) ist eine Ortschaft in Oberschlesien. Administrativ liegt sie in der Gemeinde Pietrowice Wielkie (Groß Peterwitz) im Powiat Raciborski (Landkreis Ratibor) in der Woiwodschaft Schlesien.

## Geografie

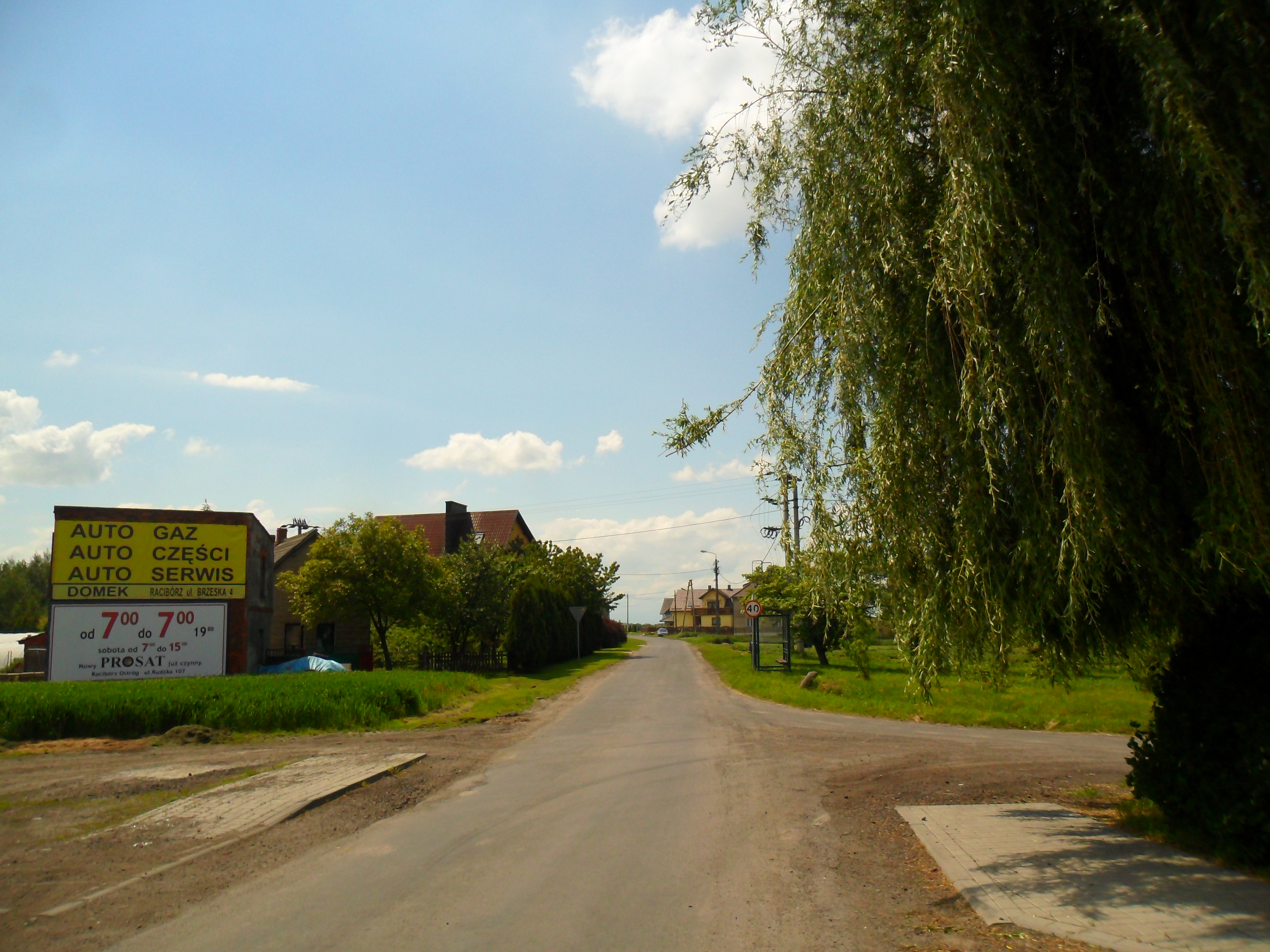
Ortsbild

Żerdziny liegt fünf Kilometer östlich vom Gemeindesitz Pietrowice Wielkie (Groß Peterwitz), sieben Kilometer westlich von der Kreisstadt Racibórz (Ratibor) und 64 Kilometer westlich von der Woiwodschaftshauptstadt Kattowitz.
Der Ort befindet sich in der Nähe zur Grenze mit der Tschechischen Republik.

## Geschichte
Der Ort entstand spätestens im 14. Jahrhundert. 1383 wurde der Ort erstmals urkundlich erwähnt.
Der Ort wurde 1784 im Buch Beytrage zur Beschreibung von Schlesien als Zordzin und Zardzin erwähnt, gehörte dem Domkapitul zu Ratibor und lag im Fürstentum Ratibor. Damals hatte er ein Vorwerk und 13 Gärtner. 1865 bestand Schardschin aus einem Dörflein mit 28 Häuslerstellen. Die Schule befand sich in Ober-Ottitz.
Bei der Volksabstimmung in Oberschlesien am 20. März 1921 stimmten vor Ort 94 Wahlberechtigte für einen Verbleib Oberschlesiens bei Deutschland und 134 für eine Zugehörigkeit zu Polen. Schardzin verblieb nach der Teilung Oberschlesiens beim Deutschen Reich. 1936 wurde der Ort im Zuge einer Welle von Ortsumbenennungen der NS-Zeit in Hohenau umbenannt. Bis 1945 befand sich der Ort im Landkreis Ratibor.
1945 kam der bis dahin deutsche Ort unter polnische Verwaltung und wurde anschließend der Woiwodschaft Schlesien angeschlossen und ins polnische Żerdziny umbenannt. 1950 kam der Ort zur Woiwodschaft Oppeln. 1975 kam der Ort zur Woiwodschaft Kattowitz. 1999 kam der Ort zum wiedergegründeten Powiat Raciborski und zur Woiwodschaft Schlesien.

## Bauwerke und Denkmale
- Nepomukkapelle, Wegkapelle aus dem Jahr 1868.[5][6]